# Adam Bubna-Litic
Adam Bubna-Litic, celým jménem Adam Vít Mikuláš Michael Franz hrabě Bubna z Litic (14. srpna 1927 Villa Meran am Semmering – 10. ledna 2016 Praha) byl příslušník I. linie někdejšího českého šlechtického rodu Bubna z Litic a jeden z restituentů zámků Doudleby nad Orlicí a Horní Jelení.

## Biografie
Narodil se v rodném domě své matky v rakouském Semmeringu, kde jeho děd Franz Hansy byl hlavním lékařem a spolumajitelem sanatoria Kurhaus Semmering. Ve dvou letech se jeho rodina přestěhovala do Doudleb nad Orlicí, sídla otcovy rodiny. Do školy chodil v Doudlebách a později studoval na gymnáziu v Kostelci nad Orlicí. Po maturitě se pustil do studia architektury a poté práv. Období druhé světové války a po ní bylo pro rodinu náročné. Otec Mikuláš jako ministr zemědělství ve vládě Aloise Eliáše byl po válce vězněn a matka Margarethe zemřela po nemoci v roce 1946. Po převzetí moci komunisty v roce 1948 a konfiskaci veškerého majetku v roce 1949 se on a jeho otec rozhodli odejít do exilu a ilegálně překročili české hranice do Rakouska. Otec zůstal v Rakousku, kde se znovu oženil a měl dva syny. Zemřel v Rakousku v roce 1954.
Adam, který jako mladý muž v poválečném Rakousku necítil pro sebe příliš mnoho příležitostí, odešel v roce 1950 do Austrálie. Po příjezdu do Perthu pracoval jako pomocný dělník v továrně na umělá hnojiva. Pak pracoval v obchodní firmě, po jejímž krachu si našel místo řidiče městského autobusu. Během zaměstnání začal studovat na univerzitě němčinu a filozofii. Při studiích na pedagogické fakultě si přivydělával rozvozem prádla z prádelny a prodejem bonbónů. Po skončení studia učil na obecné škole a pak se stal ředitelem gymnázia. V roce 1986 odešel do penze.

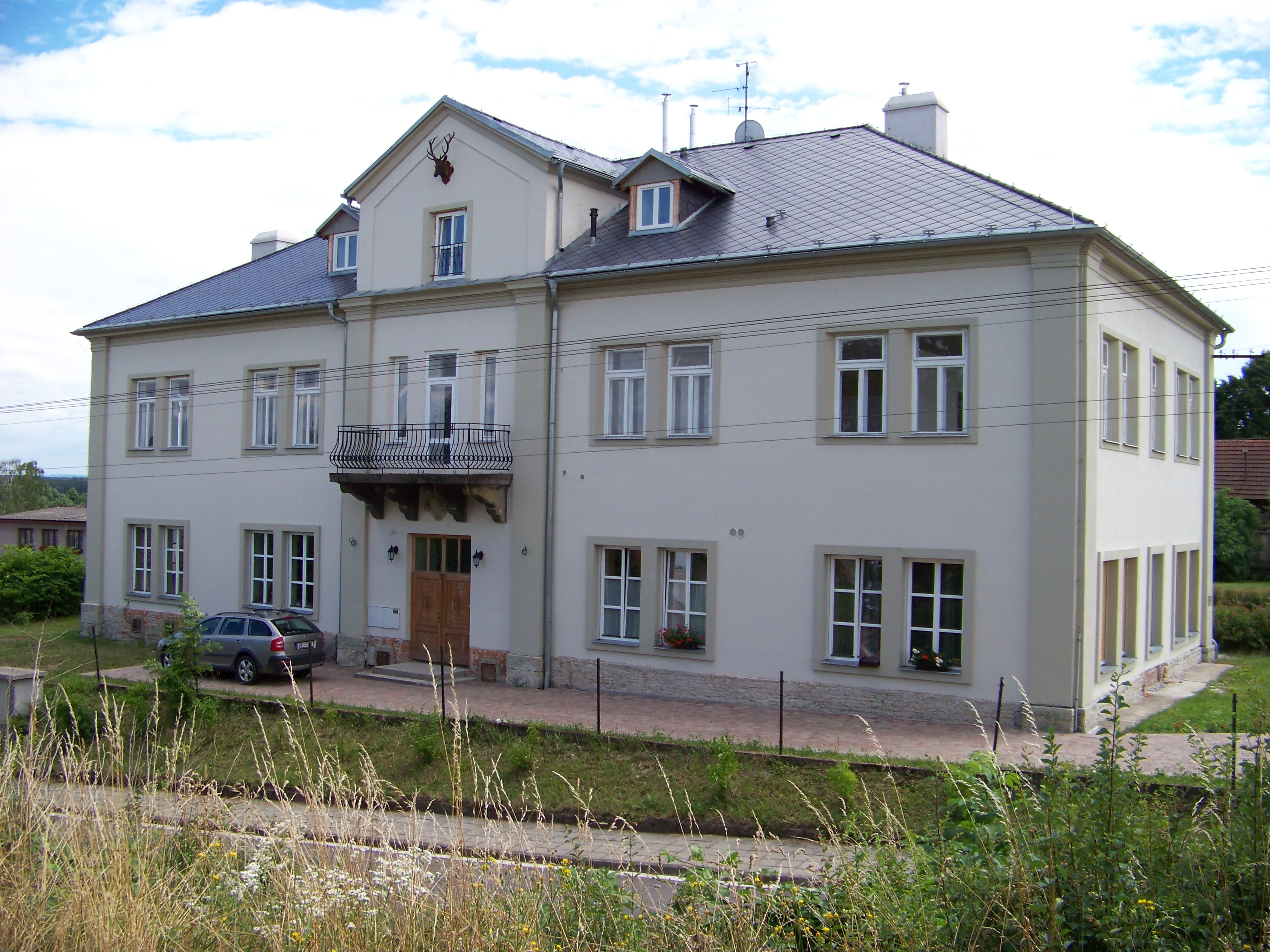
Zámek Horní Jelení

Po roce 1989 on a jeho sestra Eleonora Dujková podali žádost o navrácení majetku, který jim byl v restituci vrácen. Žil na zámku v Doudlebech nad Orlicí ve stejnojmenné obci, poté v Horním Jelení. Majetek spravovali společně se sestrou do roku 2005, kdy došlo k rozdělení majetku mezi oba sourozence.
V roce 2004 kandidoval do senátu v obvodu č. 46 – Ústí nad Orlicí za monarchistickou stranu Koruna Česká, ale neuspěl.
Zemřel ve věku 88 let na rakovinu v nemocnici Na Bulovce v Praze. Byl pohřben v kostele Nejsvětější Trojice v Horním Jelení.

## Rodina
V Perthu se 26. února 1954 oženil s Barbarou Hudson (24. 4. 1929 Perth – 22. 5. 1984 Perth). Narodili se jim tři synové, z nichž dva žijí v Česku.
- 1. David Karel (* 31. 1. 1957 Perth), vědec na University of Technology v Sydney, [7] od roku 2016 ředitel společnosti Lesy Bubna a. s.,[6] má dva syny[1]
- 2. Marek Adam (* 5. 8. 1960 Perth), pracoval pro australskou námořní armádu,[6] bezdětný
- 3. Dominik Mikuláš (18. 12. 1966 Perth), má dva syny